# Saně na Zimních olympijských hrách 1976
Jízda na saních na Zimních olympijských hrách 1976 v Innsbrucku.

## Medailové pořadí zemí
| Pořadí | Země                                 | Zlato | Stříbro | Bronz | Celkově |
| ------ | ------------------------------------ | ----- | ------- | ----- | ------- |
| 1.     | Německá demokratická republika (GDR) | 3     | 1       | 1     | 5       |
| 2.     | Západní Německo (FRG)                | 0     | 2       | 1     | 3       |
| 3.     | Rakousko (AUT)                       | 0     | 0       | 1     | 1       |
|        | Celkem                               | 3     | 3       | 3     | 9       |

## Medailisté

### Muži
| Disciplína  | Zlato                                                           | Výkon    | Stříbro                                                   | Výkon    | Bronz                                            | Výkon    |
| ----------- | --------------------------------------------------------------- | -------- | --------------------------------------------------------- | -------- | ------------------------------------------------ | -------- |
| jednotlivci | Dettlef Günther · Německá demokratická republika (GDR)          | 3:27,688 | Josef Fendt · Západní Německo (FRG)                       | 3:28,196 | Hans Rinn · Německá demokratická republika (GDR) | 3:28,574 |
| dvojice     | Hans Rinn a Norbert Hahn · Německá demokratická republika (GDR) | 1:25,604 | Hans Brandner a Balthasar Schwarm · Západní Německo (FRG) | 1:25,889 | Rudolf Schmid a Franz Schachner · Rakousko (AUT) | 1:25,919 |

### Ženy
| Disciplína    | Zlato                                                     | Výkon    | Stříbro                                               | Výkon    | Bronz                                           | Výkon    |
| ------------- | --------------------------------------------------------- | -------- | ----------------------------------------------------- | -------- | ----------------------------------------------- | -------- |
| jednotlivkyně | Margit Schumannová · Německá demokratická republika (GDR) | 2:50,621 | Ute Rühroldová · Německá demokratická republika (GDR) | 2:50,846 | Elisabeth Demleitnerová · Západní Německo (FRG) | 2:51,056 |